# Gibraltar National League 2020-21
La Primera División de Gibraltar 2020-21 fue la segunda edición de la Gibraltar National League. Previamente la temporada anterior fue abandonada por la pandemia de la COVID-19.
La temporada comenzó el 16 de octubre de 2020 y finalizó el  16 de mayo de 2021. En lugar de clasificarse para la Liga Europa de la UEFA 2021-22, los equipos ubicados en segundo, tercer lugar y el campeón de la Rock Cup 2021 se clasificarán para la temporada inaugural de la Liga de Conferencia Europa de la UEFA 2021-22.

## Sistema de competición
Los equipos juegan en una sola ronda como una sola liga, antes de dividirse en dos grupos: el Grupo de Campeonato disputado por los 6 mejores equipos y el Grupo de desafío entre los 6 peores. Los ganadores del Grupo Challenge recibirán el Trofeo GFA Challenge y entrarán directamente a la segunda ronda de la Rock Cup de la próxima temporada.

## Clubes participantes
| Equipo           | Entrenador          | Capitán          | Marca        |
| ---------------- | ------------------- | ---------------- | ------------ |
| Boca Gibraltar   | Stephen Vaughan Jr. | Lennie Armstrong | Forever 17   |
| Bruno's Magpies  | Johnny Parrado      | Rubo Blanco      | Joma         |
| College 1975     | Ángel Espinosa      | Nazim Hughes     | Joma         |
| Europa           | Rafa Escobar        | Liam Walker      | Jako         |
| Europa Point     | Dani Amaya          | Antony Moulds    | Hope + Glory |
| Glacis United    | Michele Di Piedi    | Miguel Londero   | Nike         |
| Lincoln Red Imps | Mick McElwee        | Roy Chipolina    | Adidas       |
| Lions Gibraltar  | Albert Ferri        | Alberto Caravaca | Macron       |
| Lynx             | Albert Parody       | Chuky González   | Givova       |
| Manchester 62    | David Wilson        | Robert Montovio  | Joma         |
| Mons Calpe       | César Vega          | Andre Dos Santos | Joma         |
| St. Joseph's     | Raúl Procopio       | Boro             | Hope + Glory |

## Temporada regular

### Clasificación
| Pos. | Equipo           | Pts. | PJ | G | E | P  | GF | GC | Dif. | Clasificación 2020–21 |
| ---- | ---------------- | ---- | -- | - | - | -- | -- | -- | ---- | --------------------- |
| 1    | Europa           | 28   | 10 | 9 | 1 | 0  | 44 | 5  | +39  | Grupo Campeonato      |
| 2    | Lincoln Red Imps | 25   | 10 | 8 | 1 | 1  | 33 | 7  | +26  | Grupo Campeonato      |
| 3    | St. Joseph's     | 22   | 10 | 7 | 1 | 2  | 49 | 11 | +38  | Grupo Campeonato      |
| 4    | Lynx             | 19   | 10 | 6 | 1 | 3  | 26 | 10 | +16  | Grupo Campeonato      |
| 5    | Mons Calpe       | 19   | 10 | 6 | 1 | 3  | 20 | 13 | +7   | Grupo Campeonato      |
| 6    | Lions Gibraltar  | 15   | 10 | 4 | 3 | 3  | 12 | 10 | +2   | Grupo Campeonato      |
| 7    | Bruno's Magpies  | 14   | 10 | 4 | 2 | 4  | 14 | 16 | −2   | Grupo Desafío         |
| 8    | Glacis United    | 9    | 10 | 3 | 0 | 7  | 10 | 18 | −8   | Grupo Desafío         |
| 9    | Manchester 62    | 6    | 10 | 2 | 0 | 8  | 8  | 44 | −36  | Grupo Desafío         |
| 10   | Europa Point     | 3    | 10 | 1 | 0 | 9  | 7  | 38 | −31  | Grupo Desafío         |
| 11   | College 1975     | 0    | 10 | 0 | 0 | 10 | 8  | 60 | −52  | Grupo Desafío         |
| 12   | Boca Gibraltar   | 0    | 0  | 0 | 0 | 0  | 0  | 0  | 0    | Club expulsado        |

Actualizado a los partidos jugados el 6 de marzo de 2021.
 Fuente: Soccerway
Notas:
1. ↑  Boca Gibraltar fue expulsado de la liga después de no presentarse a jugar sus últimos 2 encuentros, sus datos estadísticos fueron eliminados.[3][4]

### Tabla de resultados cruzados
| Local \ Visitante | BRU | COL  | EFC | EPO | GLA | LIN | LGI | LYN | MAN  | MON | SJO |
| ----------------- | --- | ---- | --- | --- | --- | --- | --- | --- | ---- | --- | --- |
| Bruno's Magpies   | —   | –    | 1–3 | 4–0 | –   | –   | 0–0 | –   | 3–2  | –   | 0–3 |
| College 1975      | 0–3 | —    | –   | 1–3 | 1–5 | 0–8 | –   | 1–7 | –    | 0–6 | –   |
| Europa            | –   | 9–0  | —   | –   | 1–0 | 2–2 | –   | 3–1 |      | 3–0 | –   |
| Europa Point      | –   | –    | 0–9 | —   | –   | 1–6 | 0–1 | –   | –    | 2–4 | –   |
| Glacis United     | 0–1 | –    | –   | 1–1 | —   | 0–3 | –   | 0–3 | –    | 0–1 | 0–5 |
| Lincoln Red Imps  | 3–0 | –    | –   | –   | –   | —   | 3–0 | –   | 2–0  | –   | 4–2 |
| Lions Gibraltar   | –   | 3–2  | 0–1 | –   | 3–0 | –   | —   | 0–3 | –    | –   | –   |
| Lynx              | 1–1 | –    | –   | 3–0 | –   | 2–0 | –   | —   | 5–0  | 0–1 | 1–4 |
| Manchester 62     | –   | 3–2  | 0–9 | 3–1 | 0–2 | –   | 0–4 | –   | —    | –   | –   |
| Mons Calpe        | 4–1 | –    | –   | –   | –   | 0–2 | 0–0 | –   | 5–0  | —   | 0–5 |
| St. Joseph´s      | –   | 13–1 | 1–4 | 4–0 | –   | –   | 1–1 | –   | 11–0 | –   | —   |

## Grupo Campeonato

### Clasificación
| Pos. | Equipo               | Pts. | PJ | G  | E | P  | GF | GC | Dif. | Clasificación 2021–22                       |
| ---- | -------------------- | ---- | -- | -- | - | -- | -- | -- | ---- | ------------------------------------------- |
| 1    | Lincoln Red Imps (C) | 48   | 20 | 15 | 3 | 2  | 62 | 13 | +49  | Primera Ronda de la Liga de Campeones       |
| 2    | Europa               | 47   | 20 | 15 | 2 | 3  | 66 | 14 | +52  | Primera Ronda de la Liga Europa Conferencia |
| 3    | St. Joseph's         | 45   | 20 | 14 | 3 | 3  | 71 | 20 | +51  | Primera Ronda de la Liga Europa Conferencia |
| 4    | Mons Calpe           | 32   | 20 | 10 | 2 | 8  | 35 | 35 | 0    |                                             |
| 5    | Lynx                 | 26   | 20 | 8  | 2 | 10 | 36 | 40 | −4   |                                             |
| 6    | Lions Gibraltar      | 16   | 20 | 4  | 4 | 12 | 13 | 33 | −20  |                                             |

Actualizado a los partidos jugados el 16 de mayo de 2021.
 Fuente: Soccerway

### Tabla de resultados cruzados
| Local \ Visitante | EFC | LIN | LGI | LYN | MON | STJ |
| ----------------- | --- | --- | --- | --- | --- | --- |
| Europa            | —   | 0–3 | 4–0 | 3–0 | 2–0 | 0–2 |
| Lincoln Red Imps  | 3–1 | —   | 3–0 | 1–0 | 5–1 | 0–1 |
| Lions Gibraltar   | 0–2 | 1–1 | —   | 0–1 | 0–4 | 0–2 |
| Lynx              | 0–6 | 0–7 | 4–0 | —   | 2–2 | 0–5 |
| Mons Calpe        | 0–3 | 0–4 | 1–0 | 3–1 | —   | 0–4 |
| St. Joseph's      | 1–1 | 2–2 | 1–0 | 3–2 | 1–4 | —   |

## Grupo Desafío

### Clasificación
| Pos. | Equipo          | Pts. | PJ | G  | E | P  | GF | GC | Dif. | Clasificación 2021–22        |
| ---- | --------------- | ---- | -- | -- | - | -- | -- | -- | ---- | ---------------------------- |
| 1    | Bruno's Magpies | 32   | 18 | 10 | 2 | 6  | 46 | 27 | +19  | Clasifica a la Rock Cup 2022 |
| 2    | Glacis United   | 30   | 18 | 10 | 0 | 8  | 35 | 27 | +8   |                              |
| 3    | Manchester 62   | 17   | 18 | 5  | 2 | 11 | 25 | 60 | −35  |                              |
| 4    | College 1975    | 8    | 18 | 2  | 2 | 14 | 23 | 81 | −58  |                              |
| 5    | Europa Point    | 3    | 18 | 1  | 0 | 17 | 10 | 73 | −63  |                              |

Actualizado a los partidos jugados el 10 de mayo de 2021.
 Fuente: Soccerway

### Tabla de resultados cruzados
| Local \ Visitante | BRU | COL | EPO | GLA | MAN |
| ----------------- | --- | --- | --- | --- | --- |
| Bruno's Magpies   | —   | 3–0 | 7–0 | 1–5 | 4–0 |
| College 1975      | 1–8 | —   | 4–1 | 0–2 | 0–0 |
| Europa Point      | 0–4 | 0–6 | —   | 0–3 | 1–4 |
| Glacis United     | 4–1 | 4–1 | 3–1 | —   | 4–1 |
| Manchester 62     | 1–4 | 3–3 | 4–0 | 4–0 | —   |

## Estadísticas

### Goleadores
- Actualizado el 16 de mayo de 2021.

| Pos. | Jugador         | Club             | Goles |
| ---- | --------------- | ---------------- | ----- |
| 1    | Kike Gómez      | Lincoln Red Imps | 24    |
| 2    | Juanfri         | St Joseph's      | 22    |
| 3    | Rubo Blanco     | Bruno's Magpies  | 19    |
| 4    | Adrián Gallardo | Europa           | 14    |
| 5    | Boro            | St Joseph's      | 13    |
| 6    | Dylan Borge     | Europa           | 11    |
| 6    | Aritz Hernández | Lynx             | 11    |
| 6    | Diego Díaz      | Mons Calpe       | 11    |
| 9    | Luisma Gallardo | College 1975     | 9     |
| 9    | Liam Walker     | Europa           | 9     |